# Valea Urdii
Valea Urdii este un cătun din comuna Dâmbovicioara, județul Argeș și o importantă zonă turistică situată situată la 1.083 m altitudine pe DN73,  la poalele Munților Piatra Craiului și Munților Leaota, la la 38 km de municipiul Câmpulung și la 50 km de municipiul Brașov. Este promovat ca exemplu viu al constituirii unei comunități pastorale la fosta graniță a României, la răscrucea a două civilizatii. De aici pornesc de asemenea trasee turistice către Peștera Uluce, Cheile Grădiștei, Valea Moeciu, Cetatea Oratea, Peștera Dâmbovicioara, Peștera Urșilor sau Colții Giuvalei.

## Etimologie
Denumirea Valea Urdii este derivată din apelativul urdă, din limba dacă. El demonstrează activitatea pastorală extinsă, așa cum se vede de cantitatea mare de toponime din zonă: întâlnim toponimul Poiana Urdei la nord de cătun și Valea Stânei la sud.

## Istorie
Pe Harta Austriei (1911) sunt doua stâne, una la poalele Dealului Sasului si cealalta langa (1160 m) Vârful Neagu in sud-vest. Pe Harta Turistică din 1933, putem vedea cele două stâne, precum și una în apropiere, stâna Padinele Dealului, langa cătunul Valea Urdii pe versantul sud-estic. Prezența lor in apropierea drumului național Câmpulung - Brașov, care este marcat pe aceeași hartă ca Drumul Carului, a determinat vânzarea directă și rapidă a produselor lactate către turiști sau vizitatori care se află în tranzit. Acest lucru a făcut multe dintre aceste așezări de-a lungul timpului pastorale temporare (stâne, odai, colibe etc.), prin locuirea lor permanentă (migrarea locuitorilor satelor Dâmbovicioara și Ciocanu), să devină nucleul de formare al unei așezări permanente, respectiv cătunul Valea Urdii.
Dacă în 1977 erau vreo 10 familii, astăzi găsim peste 30 de familii. Locația privilegiată de-a lungul drumului național a jucat un rol deosebit în extinderea cătunului, asigurând legături bune cu satele învecinate.<refPeisajul cultural. Dezvoltarea durabilă a peisajului pastoral în Culoarul Rucăr-Bran (PDF)</ref>

## Geografie
Este situat de-a lungul pârâului Urdii, cu afluenții săi Urdărița și Ulucuce la sud, Valea Vătarnița (1320 m) spre nord-vest, Valea Chei și Muntele Giuvala (1276 m) spre est, și Dealul Sasului la sud-vest (1184 m).

## Situri arheologice
- Fortificatia de refugiu de la Dambovicioara - Valea Urdii[3]